# Guardasone
Guardasone è una frazione del comune di Traversetolo, in provincia di Parma.
La località dista 2,17 km dal capoluogo.

## Geografia fisica

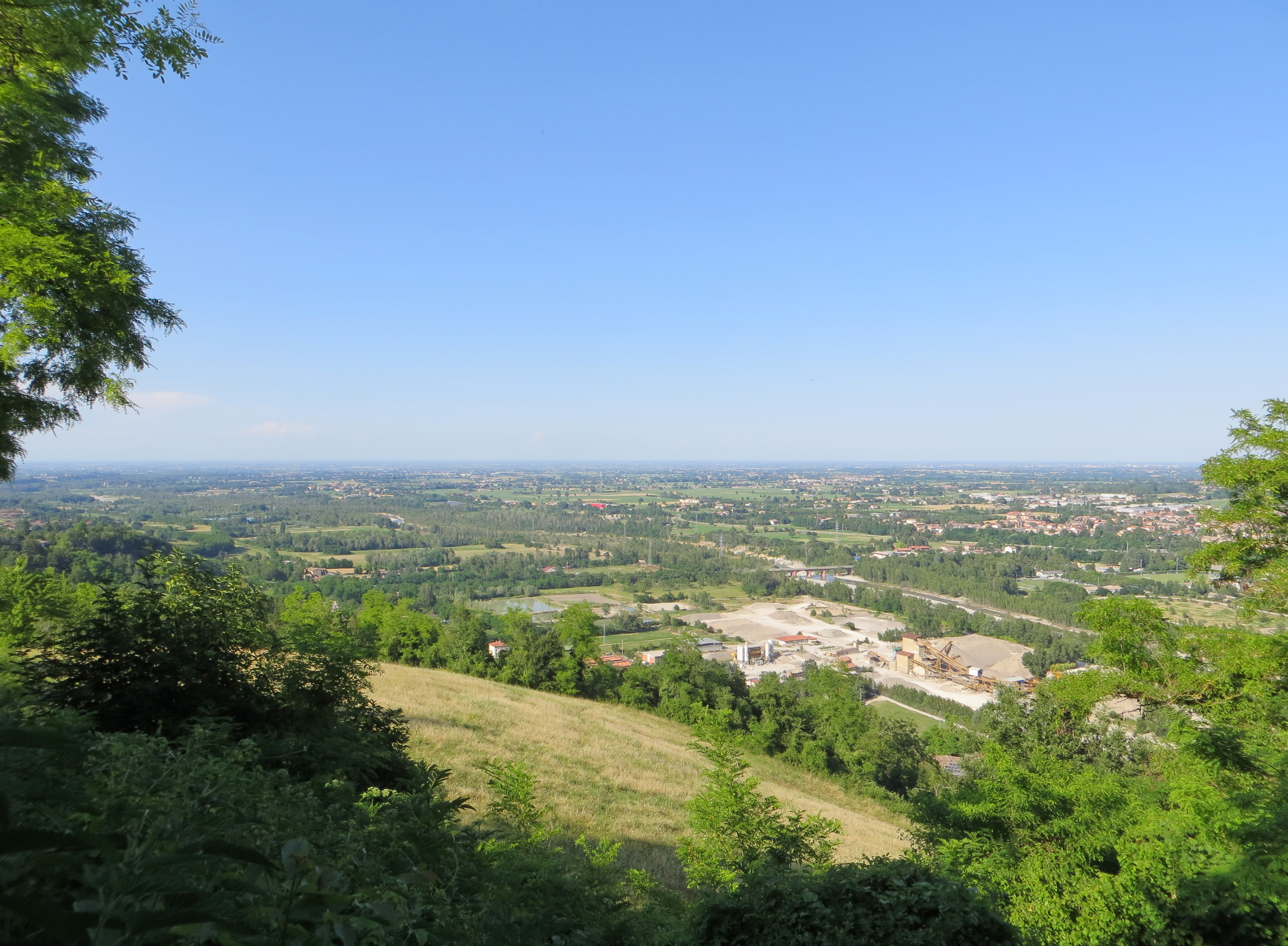
Panorama della val d'Enza e della pianura Padana dal castello

Guardasone, collocata sulla cima di alcune alture poste tra le valli dei torrenti Enza e Termina, è costituita dalle località minori di Case Cavalli, Gavazzo, Ariana, Case Carbognani e Monte Salandro; i piccoli nuclei abitati d'origine medievale sorgono sulle colline comprese tra il monte Lugolo, sulla cui sommità si trovano i ruderi della torre nota come "Guardiola", punto di osservazione dell'antico castello, e il monte dell'Oca, su cui è collocata la chiesa di San Lorenzo.

## Origini del nome
Il toponimo della località, nota in epoca medievale come Guardaxonis, deriva forse dal dialettale Guarda zò, ossia "Guarda giù", oppure dal latino Guardia Attonis, col significato di "Guardia degli Attoni".

## Storia
La zona di Guardasone, collocata alle porte della Val d'Enza, risultava abitata già nella media età del bronzo.
In seguito il territorio fu conquistato dapprima dagli Etruschi e successivamente dai Romani.
In epoca medievale sorse sul monte Lugolo il primo villaggio attorno al castello, edificato a presidio del guado sul torrente Enza forse già nel X secolo; la più antica testimonianza certa dell'esistenza della curte Guardasioni risale però soltanto al 21 marzo 1165, quando apparteneva probabilmente al ramo Baratti dei conti di Canossa, cugini degli Attoni, dai quali forse deriva il nome della località.
Nel 1248, durante la battaglia di Parma, il maniero, dipendente dal Comune di Parma, fu occupato dall'esercito dell'imperatore del Sacro Romano Impero Federico II di Svevia, ma dopo breve tempo le truppe guelfe parmigiane, capitanate da Rolando ROssi, lo riconquistarono, mettendo in fuga re Enzo, figlio di Federico II.
Nel 1293 il podestà Marco Giustiniani fece distruggere le case dei Baratti per vendicare un'offesa da loro compiuta verso Attolino di Rondinara. Pochi anni dopo, nel 1296 il castello dei Baratti Neri fu occupato dai ghibellini fuoriusciti dalla città appoggiati dal marchese di Ferrara Azzo VIII d'Este; i guelfi riconquistarono il maniero, ma dopo alcuni mesi Azzo contrattaccò e per vendetta distrusse completamente l'edificio.
Nel 1316 Giberto III da Correggio, cacciato da Parma, prese possesso del maniero, che fortificò. Nel 1334 i reggenti di Parma, all'epoca ghibellini, dichiararono guerra ai correggesi e inviarono le truppe a distruggere il borgo di Traversetolo e depredare quello di Guardasone. Nel 1341 Azzo da Correggio, figlio di Giberto, fortificò il castello e costruì sulla sommità del monte la torre di guardia di Montelugolo, detta "Guardiola". Nel 1346 la fortificazione fu nuovamente attaccata dal marchese Francesco d'Este. Nel 1391 il borgo e il castello furono dati alle fiamme dalle truppe bolognesi e fiorentine, alleate contro il signore di Milano Gian Galeazzo Visconti.
Dopo la scomparsa nel 1402 di Giberto da Correggio, figlio di Azzo, tutte le sue terre furono incamerate dal duca di Milano Gian Galeazzo, che le assegnò in gran parte a Ottobuono de' Terzi. Nel 1403, durante gli scontri tra i Terzi e i Rossi, questi ultimi depredarono il borgo e il maniero. Nel 1408, secondo alcuni storici, vari uomini del villaggio e di Borgo San Donnino, alleati di Orlando Pallavicino, congiurarono contro Ottobuono, che per reazione ne fece catturare 65 e li fece decapitare nel cortile della fortezza.
Nel 1409, dopo l'uccisione a tradimento del Terzi a Rubiera, il fratello Giacomo fece rifugiare per sicurezza la vedova di Ottobuono e i figli nel maniero, ove inviò 300 cavalieri guidati da Giovanni Malvicino; le truppe furono però intercettate a Traversetolo dal marchese di Ferrara Niccolò III d'Este e sconfitte dopo un'aspra battaglia. Gli abitanti di Cazzola, Sivizzano e Rivalta cinsero d'assedio la fortezza di Guardasone, ma il castellano Pietro del Borgo reagì con una sortita sbaragliando le forze rossiane. Tuttavia, dopo qualche mese le truppe estensi guidate da Uguccione dei Contrari attaccarono a colpi di bombarda l'edificio, costringendo gli occupanti alla resa; Uguccione divenne quindi signore di Guardasone, Montelugolo e, a partire dal 1417, di Castione de' Baratti.
Nel 1421, dopo la cessione di Parma in cambio di Reggio Emilia da parte di Niccolò III d'Este a Filippo Maria Visconti, il maniero di Guardasone, da cui dipendevano anche Traversetolo e Castione de' Baratti, fu incamerato dal Duca di Milano. Nel 1431 il Duca assegnò i feudi di Guardasone e Colorno al condottiero Niccolò de' Terzi, il Guerriero, figlio naturale di Ottobuono, per ricompensarlo degli aiuti ricevuti. Nel 1449 il Guerriero, mal sopportando Francesco Sforza quale signore di Parma, allo scopo di cacciarlo dalla città cercò l'appoggio del re di Napoli Alfonso V d'Aragona; non appena lo seppe, il condottiero Alessandro Sforza, fratello di Francesco, si spinse a Guardasone e cinse d'assedio la fortezza, i cui occupanti raggiunsero un accordo di resa dopo pochi giorni.
Nel 1466 il duca Galeazzo Maria Sforza assegnò il feudo a Giovanni e Vitaliano II Borromeo. Nel 1483 il cognato Guido de' Rossi tentò di impadronirsi del maniero con uno stratagemma, ma il castellano non cadde nel tranello e per reazione i Rossi diedero alle fiamme le abitazioni del borgo.
Nel gennaio del 1551, durante la guerra di Parma, il castello, strategico per il vettovagliamento della città, fu conquistato dai Francesi alleati del duca Ottavio Farnese. Nel 1558, il duca di Ferrara Ercole II d'Este assaltò inaspettatamente il possente maniero, mal presidiato, e ne entrò facilmente in possesso. Ottavio Farnese reagì attaccando a colpi di bombarda dapprima la Guardiola e successivamente il castello; gli occupanti riuscirono a scappare di soppiatto durante i cannoneggiamenti, che distrussero anche la vicina chiesa di San Lorenzo.
Si accentuò allora il declino di Guardasone a vantaggio del borgo di Traversetolo, già dal XV secolo sede di attività commerciali.
In seguito all'abolizione napoleonica dei diritti feudali sancita nel 1805 nell'ex ducato di Parma e Piacenza, nel 1806 Guardasone fu annessa al nuovo comune di Traversetolo.

## Monumenti e luoghi d'interesse

### Chiesa di San Lorenzo

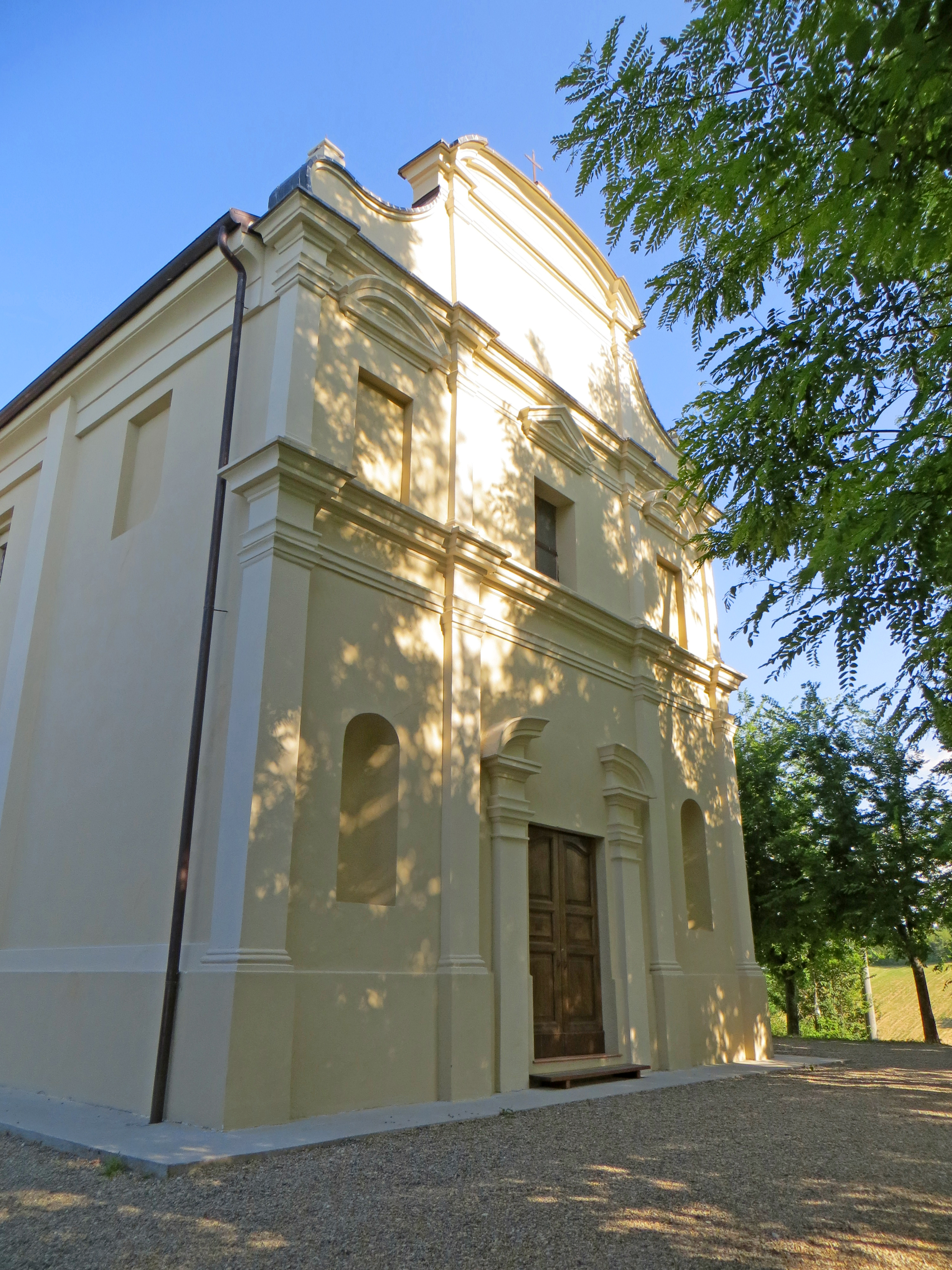
Chiesa di San Lorenzo

Costruita originariamente all'interno del castello in epoca medievale, la cappella fu successivamente riedificata all'esterno, ma fu distrutta nel 1558, durante gli scontri tra il duca di Parma Ottavio Farnese e il duca di Ferrara Ercole II d'Este; ricostruita sul monte dell'Oca entro il 1561, si deteriorò già agli inizi del XVII secolo a causa dell'instabilità del terreno di fondazione; quasi completamente riedificata in stile barocco tra il 1684 e il 1698, fu danneggiata da un terremoto nel 1832 e restaurata; lesionata da altri cedimenti del terreno, fu risistemata nel 1934 e decorata negli anni seguenti; profondamente lesionata dal sisma del 1983, fu consolidata tra il 1984 e il 1985, ma, a causa del peso delle strutture aggiunte, il terreno divenne ancora più instabile, tanto da rendere nel 1993 inagibile l'edificio; danneggiato anche dal terremoto del 2008, il tempio, da anni chiuso al culto, fu ristrutturato a partire dal 2015; al suo interno è presente un grande dipinto a olio su muro raffigurante la Madonna degli Automobilisti, realizzato nel 1964 da Proferio Grossi.

### Tempietto della Madonna del Monte Bianco
Menzionato per la prima volta nel 1630, l'antico tempietto dedicato alla Madonna di Loreto, caduto in rovina, fu completamente ricostruito in stile neoclassico nel 1911 e decorato da Paolo Baratta con un dipinto raffigurante la Madonna di Loreto; meta di pellegrinaggio dal 1938 in occasione della festività della Madonna del Carmelo, il piccolo edificio è anche sede ogni anno della celebrazione della messa per l'aeronautica.

### Castello

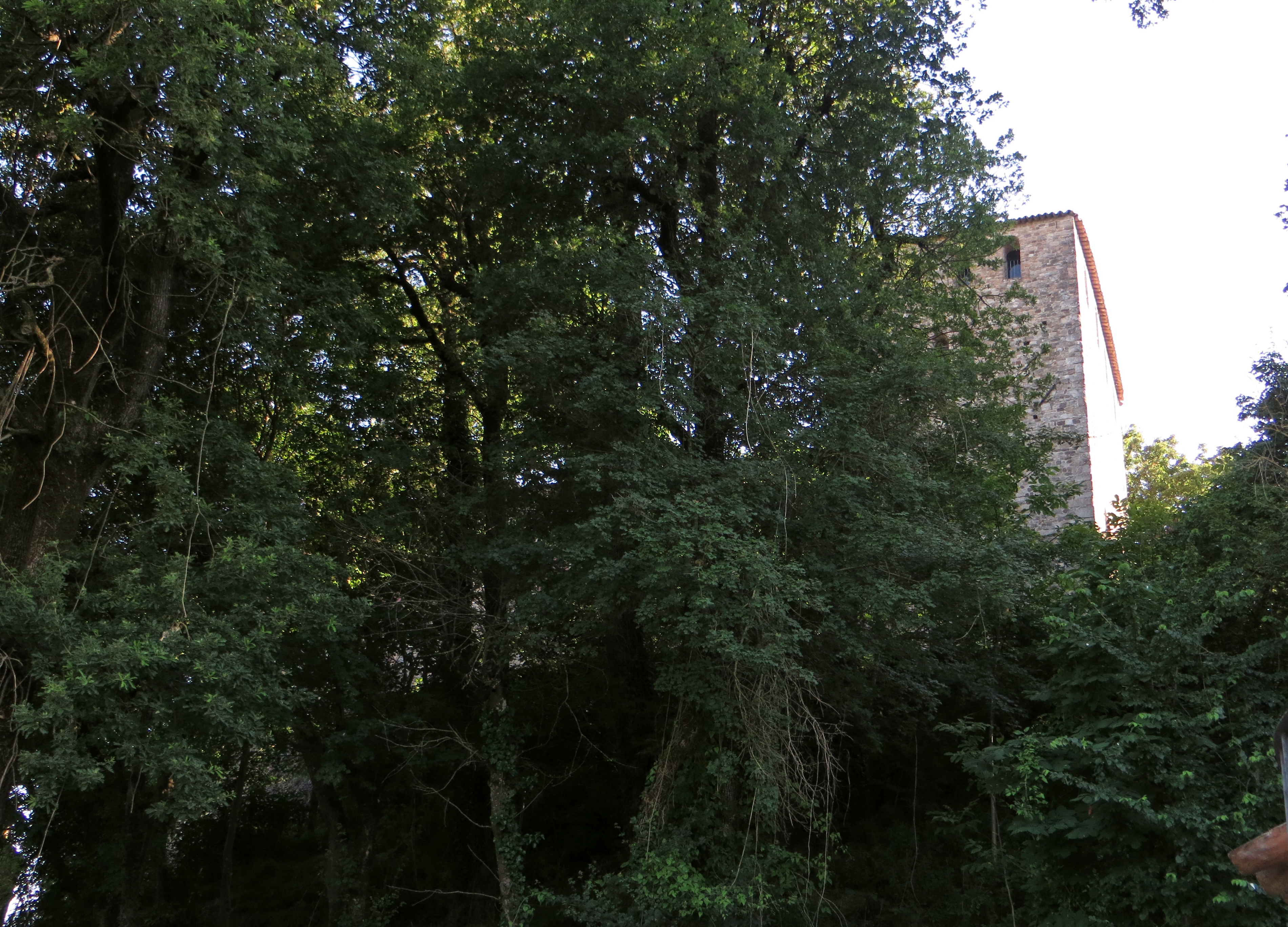
Mastio del castello

Menzionato per la prima volta nel 1165, il castello dei Baratti fu distrutto nel 1296 durante le lotte tra guelfi e ghibellini; ricostruito agli inizi del XIV secolo da Giberto III da Correggio, fu rinforzato dal figlio Azzo, che nel 1341 vi ospitò il poeta Francesco Petrarca; incamerato nel 1402 da Gian Galeazzo Visconti, fu assegnato a Ottobuono de' Terzi; conquistato nel 1409 da Uguccione dei Contrari, tornò nel 1421 al duca di Milano Filippo Maria Visconti, che nel 1431 ne investì Niccolò Terzi; espugnato nel 1449 da Alessandro Sforza, fu assegnato nel 1466 a Giovanni e Vitaliano II Borromeo; occupato nel 1551 dai Francesi alleati di Ottavio Farnese, fu assaltato da Ercole II d'Este nel 1558 e riconquistato dal duca di Parma dopo un devastante bombardamento, che risparmiò dalla distruzione soltanto il mastio e parte delle mura; acquistato agli inizi del XIX secolo dalla famiglia Medici, fu alienato dopo alcuni decenni al sacerdote Gian Battista Rondani, il cui fratello Camillo, entomologo, vi realizzò il suo studio e lo trasmise ai suoi eredi; restaurato entro il 1903, fu notevolmente ampliato agli inizi del XX secolo con la costruzione di una grande ala a L.

### Guardiola

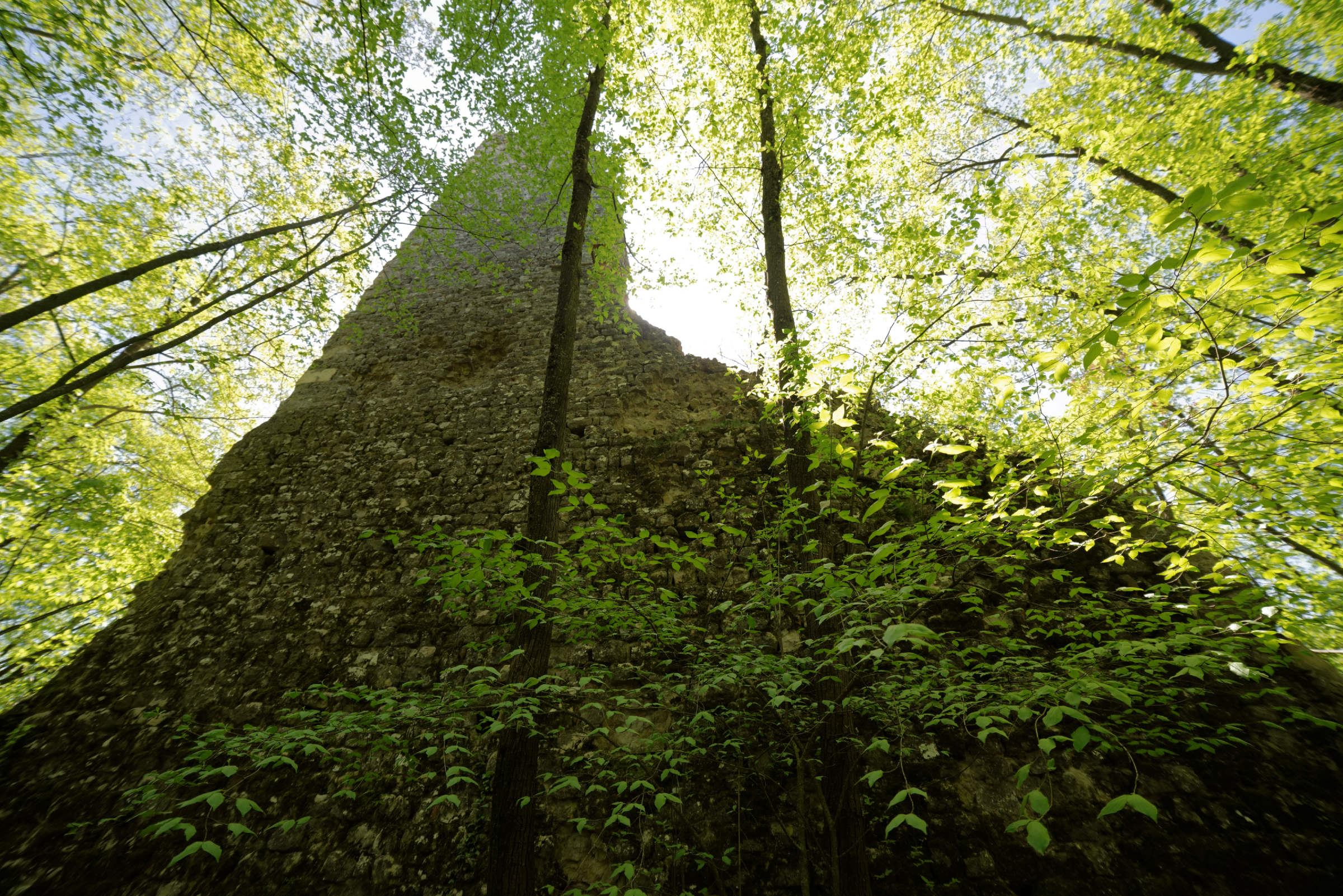
La Guardiola

Edificata nel 1341 per volere di Azzo da Correggio quale torre di avvistamento del vicino castello, la Guardiola seguì le vicende del maniero da cui dipendeva; quasi completamente distrutta durante i bombardamenti del 1558, ne sopravvivono soltanto i resti delle mura esterne che emergono dal bosco sulla cima del monte Lugolo.